# Vr
För andra betydelser, se VR.
Vr "Rotation Speed", är den i förhand uträknade hastighet då ett flermotorigt flygplan ska rotera (börja vinkla upp flygplanet), genom att piloten drar spaken till sig så att nosen höjs uppåt så att flygplanet vid den något högre hastigheten  Vlof "Lift-Off Speed" verkligen lättar från marken.